# Günter Bormann
Günter Bormann (* 30. Juni 1929 in Leipzig; † 8. Mai 1991 ebenda) war ein deutscher Hörspielregisseur, Programm- und Nachrichtensprecher.

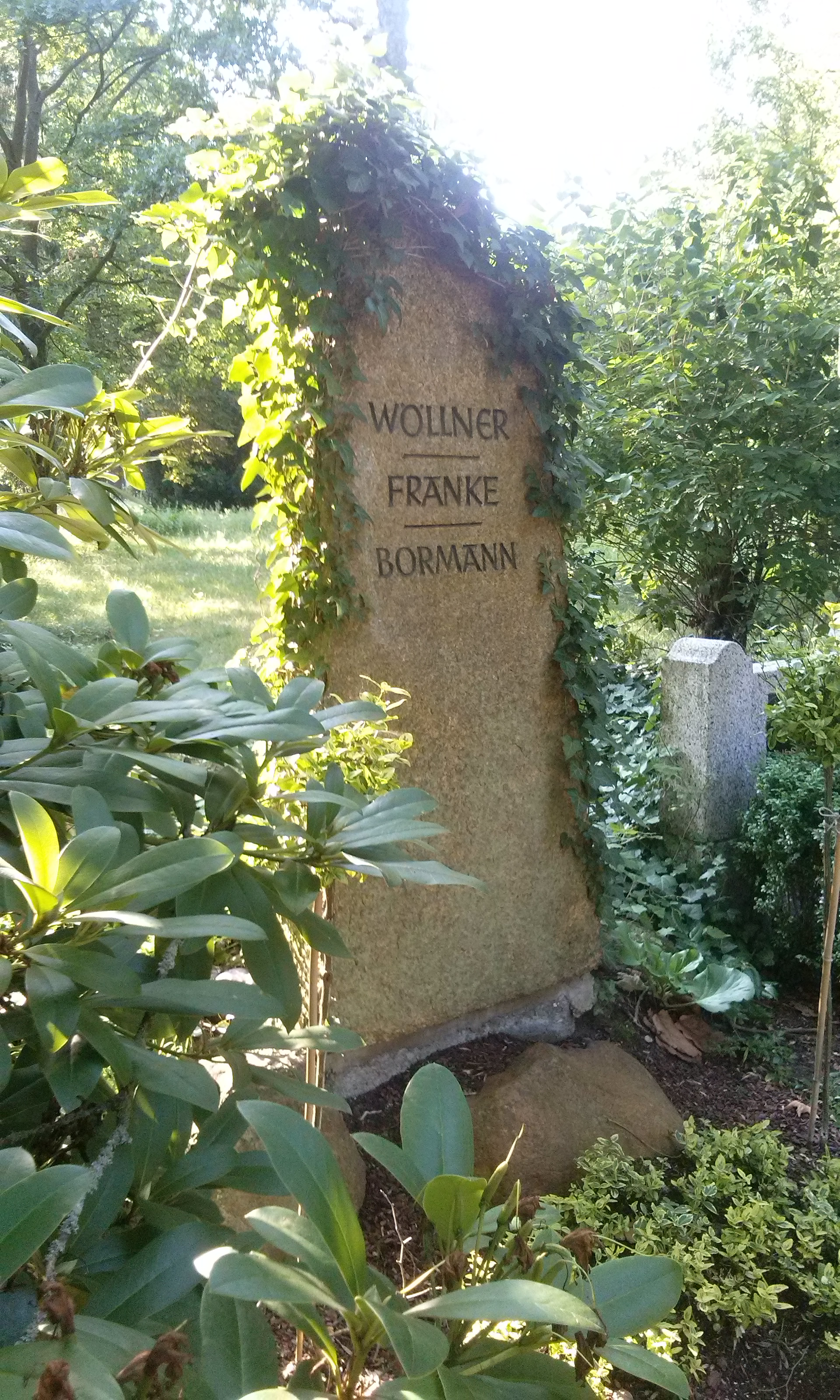
Günter Bormanns Grab auf dem Leipziger Südfriedhof

## Leben
Eine Ausbildung als Schauspieler absolvierte Günter Bormann an der Theaterhochschule in Leipzig, bevor er im Jahr 1950 als Sprecher in Hörspielen des Mitteldeutschen Rundfunks in Leipzig debütierte und sich als Assistent des Hörspielregisseurs Werner Wieland für erste eigene Hörspielinszenierungen qualifizierte. Zu Schulfunk- und Literatursendungen, die unter Bormanns Regie entstanden, kamen zahlreiche Einsätze als Nachrichten-, Programm- und Konzertsprecher.
Besondere Popularität gewann Günter Bormann als Sprecher und Moderator der zwei Mal im Jahr ausgestrahlten Messewelle sowie mit den Doppelmoderationen,
in denen er gemeinsam mit Irmgard Lehmann stetig im Leipziger Regionalprogramm von Radio DDR I zu erleben war.
Als ab 1964 unter der Leitung von Walter Niklaus die Hörspiel-, Feature-  und Lesungsproduktion des Leipziger Hörspielstudios eine institutionalisierte Wiederbelebung erfuhr, konnte sich Günter Bormann wieder verstärkt mit eigenen Inszenierungen vor allem im Bereich von Kinder- und Kriminalhörspielen einbringen.
Mit über 400 Radioproduktionen, die in seiner Mitwirkung im DRA erfasst sind, gehört Günter Bormann zu den langjährigen und wichtigen Rundfunk-Mitarbeitern des Leipziger Funkhaus Springerstraße und damit auch zu den produktivsten Regisseuren für das Hörspiel des Rundfunks der DDR.
Für seine Mitwirkung als Programmsprecher erhielt er im Kollektiv mit den Redakteuren Werner Köhler, Detlef Rentsch, Helga Kuschmitz u. a. 1989 den Kunstpreis der Stadt Leipzig für die regelmäßige Gestaltung des jeweils vierstündigen Leipziger Abends im Hörfunkprogramm des von Radio DDR II.
Neben seiner Arbeit fürs Radio hat sich Günter Bormann als Sprecher in vielen großen Romanlesungen für den umfangreichen Bestand an Hörbüchern für ein Deutsches Zentrum für barrierefreies Lesen verdient gemacht.

## Hörspiele und Features (Auswahl)
Regie
- 1958: Rolf Gumlich: Novembertage (Kinderhörspiel – Rundfunk der DDR)
- 1958: Brüder Grimm: Frau Holle (Kinderhörspiel – Rundfunk der DDR)
- 1959: Walter Püschel: Die Heimkehr des Martin Eger (dreiteiliges Kinderhörspiel – Rundfunk der DDR)
- 1959: Gerd Focke: Karl Brinkmann (vierteiliges Kinderhörspiel – Rundfunk der DDR)
- 1960: Valentin Katajew: In den Katakomben von Odessa (dreiteiliges Kinderhörspiel – Rundfunk der DDR)
- 1969: Hans Christian Andersen: Der Schweinehirt (Kinderhörspiel – Rundfunk der DDR)
- 1971: Charles de Coster: Grietje heiratet (Hörspiel – Rundfunk der DDR)
- 1972: Georg Weerth / Jochen Hauser: Ritter Schnapphahnski und seine Widersacher (Hörspiel – Rundfunk der DDR)
- 1973: Alfred Wellm: Das Pferdemädchen (Kinderhörspiel – Rundfunk der DDR)
- 1975: Armin Müller: Budapester Ansichten (Feature – Rundfunk der DDR)
- 1975: Iwan Ostrikow: Wie der kleine Frosch seinen Stern fand (Kinderhörspiel – Rundfunk der DDR)
- 1975: Karl-Heinz Jakobs: Ginsbergs Reise (Feature – Rundfunk der DDR)
- 1976: Horst Angermüller: Am Telefon: Der Mörder (Kriminalhörspiel – Rundfunk der DDR)
- 1977: Ireneusz Iredynski: Der Schatten (Hörspiel – Rundfunk der DDR)
- 1977: Wolf Dee: Mr. Spotny und der Giftmischer (Kriminalhörspiel – Rundfunk der DDR)
- 1978: Nikolai Gogol: Die Nacht vor Weihnachten (Kinderhörspiel – Rundfunk der DDR)
- 1980: Linda Teßmer: Ein Toter zu viel (Kriminalhörspiel – Rundfunk der DDR)
- 1980: Laszlo Hars: Hier im Zimmer (Kinderhörspiel – Rundfunk der DDR)
- 1981: Helmut H. Schulz: Geistergeld (Kriminalhörspiel – Rundfunk der DDR)
- 1982: Peter Kaiser: Doppeltes Spiel (Kriminalhörspiel – Rundfunk der DDR)
- 1983: Sybill Mehnert: Das Familienerbstück (Kriminalhörspiel – Rundfunk der DDR)
- 1984: Jan Eik: Trinkgeld (Kriminalhörspiel – Rundfunk der DDR)
- 1984: Stanislaw Lem / Rainer Kurt Langner: Königsmatrix (Science-fiction-Hörspiel – Rundfunk der DDR)
- 1985: Hans Bräunlich: Inspektor Bradley und die Macht der Literatur (Kriminalhörspiel – Rundfunk der DDR)
- 1987: Michael Unger: Haben Sie den Schuß gehört? (Kriminalhörspiel – Rundfunk der DDR)
- 1988: Hans Lucke: Steckkontakte (Kriminalhörspiel – Rundfunk der DDR)
- 1989: Hugh Lofting / Helmut H. Schulz: Doktor Dolittle und seine Tiere (Kriminalhörspiel – Rundfunk der DDR)
- 1990: Günter Spranger: Unter Schock (Kriminalhörspiel – SachsenRadio)
- 1991: Antonij Pogorelski / Gisela Pankratz: Der schwarze Ritter (Kinderhörspiel – SachsenRadio)

Sprecher
- 1950: Gustav von Wangenheim: Du bist der Richtige. Regie: Carl Nagel, (Hörspiel – Mitteldeutsche Rundfunk AG)
- 1950: Konstantin Simonow: Geheimnisse um P-E-3. Regie: Carl Nagel, (Hörspiel – Mitteldeutsche Rundfunk AG)
- 1951: Friedrich Schiller: Kabale und Liebe. Regie: Martin Hellberg (Hörspiel – Mitteldeutsche Rundfunk AG)
- 1951: Walter Karl Schweickert: Der unsichtbare Boss. Regie: Martin Flörchinger (Hörspiel – Mitteldeutsche Rundfunk AG)
- 1973: Georg Dannenberg: Geheimnis des Friedens. Regie: Walter Niklaus (Hörspiel – Rundfunk der DDR)
- 1978: Manfred Engelhardt: Vergnügungen – Gedanken über Bertolt Brecht. Regie: Klaus Zippel (Feature – Rundfunk der DDR)
- 1986: Fjodor Michailowitsch Dostojewski – Die Dämonen – Band 1–2 (Deutsche Zentralbücherei für Blinde zu Leipzig)
- 1989: Ralph Knebel: Einmal Prophy sein. Regie: Klaus Zippel (Feature – Rundfunk der DDR)
- 1991: Roswitha Geppert / Karl-Heinz Tesch: Das Lächeln kehrt zurück. Regie: Horst Liepach (Feature – SachsenRadio)

## Tonträger
- Alfred Wellm: Das Pferdemädchen, Hörspielbearbeitung: Hannelore Steiner, mit: Walter Jäckel, Marianne Schwienke, Marylu Poolman, Regie: Günter Bormann, Rundfunk der DDR 1973 / Der Audio Verlag Berlin 2012, ISBN 978-3-86231-149-1.